# 大森生純
大森 生純（おおもり　きすみ、2000年11月28日 - ）は、大阪府出身の、日本の柔道選手。階級は52kg級。身長156cm。血液型A型。組み手は右組み。得意技は払腰。妹は57㎏級で活躍する大森朱莉。

## 経歴
柔道は7歳の時に初柔会西塾で始めた。高槻第七中学3年の時に全国中学校柔道大会52㎏級で3位になった。帝京高校へ進むと、2年の時に全国高校選手権で優勝した。3年の時にはインターハイで3位だった。2019年に帝京大学へ進学すると、1年の時には体重別団体で3位になった。3年の時には体重別団体で2位となった。4年の時には全日本強化選手選考会の決勝で東海大学2年の川田歩実に合技で敗れて2位だった。講道館杯では決勝で佐久長聖高校3年の横田ひかりに反則勝ちして、シニアの全国大会初優勝を飾った。12月のグランドスラム・東京では準決勝で元世界チャンピオンの志々目愛に敗れるも3位になった。2023年2月のグランドスラム・テルアビブでは2回戦で敗れた。4月からはJR東日本の所属となった。体重別では決勝で環太平洋大学4年の白石響に技ありで敗れて2位だった。5月のグランプリ・リンツではオール一本勝ちして、IJFワールド柔道ツアー初優勝を飾った。9月のグランドスラム・バクーでは準々決勝でイギリスのチェルシー・ジャイルズ、準決勝でハンガリーのプップ・リーカをそれぞれ技ありで破って決勝まで進むと、48㎏級のオリンピックチャンピオンであるコソボのディストリア・クラスニキに反則勝ちして優勝した。講道館杯はケガのため出場しなかった。2024年2月のグランドスラム・パリでは準決勝でクラスニキに技ありで敗れるも、3位決定戦で環太平洋大学4年の白石響を技ありで破って3位になった。4月の体重別では決勝でコマツの白石に横四方固で敗れて2位だった。しかし、最近の実績から世界選手権代表に選出された。5月の世界選手権では3回戦でイタリアのオデッテ・ジュフリーダに技ありで敗れた。9月のグランプリ・ザグレブではスペインのアユミ・レイバ・サンチェスをハイジンハ・ロールからの後袈裟固で破って優勝した。グランドスラム・東京では決勝で三井住友海上の藤城心を技ありで破って優勝した。2025年2月のグランドスラム・パリでは準決勝でクラスニキを崩上四方固で破ると、決勝では藤城に反則勝ちして優勝した。4月の体重別では決勝でパーク24の阿部詩に大内刈で敗れて2位だった。しかしこれまでの実績から、阿部とともに世界選手権代表に選ばれた。6月の世界選手権では準々決勝でスペインのアリアネ・トロ・ソレルに有効で敗れると、その後の3位決定戦でもドイツのマーシャ・バルハウスに敗れて5位にとどまった。
IJF世界ランキングは700ポイント獲得で10位(25/6/2現在)。

## 戦績
- 2015年 -　全国中学校柔道大会　3位
- 2018年 -　全国高校選手権　優勝
- 2018年 -　インターハイ　3位
- 2019年 -　オーストリアジュニア国際　3位
- 2019年 -　体重別団体　3位
- 2021年 -　体重別団体　2位
- 2022年 -　全日本強化選手選考会　2位
- 2022年 -　講道館杯　優勝
- 2022年 -　グランドスラム・東京　3位
- 2023年 - 体重別　2位
- 2023年 -　グランプリ・リンツ 優勝
- 2023年 -　グランドスラム・バクー　優勝
- 2024年 -　グランドスラム・パリ　3位
- 2024年 - 体重別 2位
- 2024年 - グランプリ・ザグレブ　優勝
- 2024年 - グランドスラム・東京　優勝
- 2025年 - グランドスラム・パリ　優勝
- 2025年 - 体重別　2位
- 2025年 - 世界選手権　5位

(出典、JudoInside.com)